# Cynomops planirostris
Cynomops planirostris  — вид рукокрилих родини молосових.

## Середовище проживання
Країни поширення: Аргентина, Бразилія, Колумбія, Еквадор, Французька Гвіана, Гаяна, Панама, Парагвай, Перу, Суринам. 

## Морфологія
Морфометрія. Довжина голови й тіла: 50—66, хвоста: 22—30, вух: 13—17, задньої ступні: 5—10, передпліч: 31—36, вага: 10—17.
Опис. Верх тіла від червонувато-коричневого до темно-коричневого або чорного кольору, низ білий на шиї і серединній лінії черева і сіро-коричневий з боків черева. Хутро коротке (2—3 мм) і оксамитове. Вуха короткі і розділені. Рило пласке і широке. Хвіст довжиною приблизно 1/2 довжини голови й тіла.

## Стиль життя
Влаштовує сідала в будинках, гниючих корчах, дуплах дерев. Розмір групи, як правило, невеликий (1–8), але може сягати кілька сотень. Цей кажан, схоже, воліє вологі площі і може харчуватися над водою.